# Ніколае Камбря
Ніколае Камбря (рум. Nicolae Cambrea; *1900-1976) — румунський генерал, учасник Другої світової війни.

## Біографія
У 1942 в званні полковника очолив штаб румунської 5-ї дивізії, в цьому ж році був узятий в полон військами СССР.
4 жовтня 1943 року Державний Комітет Оборони прийняв постанову про формування 1-ї румунської добровольчої піхотної дивізії «Тудор Владимиреску», 15 листопада Камбря був призначений її командиром. На цій посаді він залишався до 1 жовтня 1944.
У 1945-1947 Камбря став 1-м заступником начальника Генштабу румунської армії.
У 1947-1948 — Заступник командувача 2-м військовим округом.
У 1948-1949 — Начальник інструкторського центру збройних сил.
У 1949 призначений командувачем 3-м військовим округом, а в 1950 звільнений у відставку.

## Відзнаки
- 11 листопада 1946 Камбря був нагороджений орденом Міхая Хороброго 3-го ступеня з мечами.
- Орден Червоного Прапора.